# Paul Fierens
Paul Fierens, né à Paris le 8 juillet 1895 et mort à Bruxelles le 2 mars 1957, est un poète et critique d'art belge, d'expression française.

## Biographie
Paul Georges François Auguste Fierens est le fils d'Hippolyte Fierens, homme de lettres, et de Jacqueline Marie Pauline Gevaert (fille de François-Auguste Gevaert) .
Il fait ses études de droit à Bruxelles, obtient en 1921 son doctorat, puis rejoint Paris, où il est écrivain et critique artistique et littéraire.
Il épouse en 1925 Odile Marie Renée Odette Marillier; les témoins majeurs du mariage sont Alexandre Halot, Étienne Bandy de Nalèche, Gaston d'Armau de Pouydraguin et Paul Lefaivre.
De retour en Belgique, il enseigne à partir de 1927 la philosophie de l’art et l’histoire de l’art moderne à l’université de Liège.
En 1933, il est nommé Chevalier de la Légion d'honneur.
Au sortir de la guerre, il est nommé conservateur aux Musées royaux des Beaux-Arts de Belgique, puis en 1947 conservateur en chef.
Il est professeur d'esthétique et d'histoire de l'art moderne à l'université de Liège.
En 1948, il préside le premier congrès de l'Association internationale des critiques d'art.

## Publications
notamment
- La Maturité de l'art flamand, 1929
- L'Art hollandais contemporain, 1933
- « Adrien Holy », L'Art et les artistes, mars 1933 (consulter en ligne)
- La Peinture flamande, 1938-1942
- L'Art en Belgique, La Renaissance du livre, 1939
- Rembrandt, (série Meister der Kunst), Mülhausen i. Elsass, Verlag Von Braun & Co, s.d. (1940-1944)
- Les Dessins d'Ensor, 1944
- Les Grandes Étapes de l'esthétique, 1945
- Le Fantastique dans l'art flamand, 1947.